# Gallicolumba platenae
Gallicolumba platenae е вид птица от семейство Гълъбови (Columbidae). Видът е критично застрашен от изчезване.

## Разпространение
Видът е разпространен във Филипините.